# Glossy:MMM
「Glossy:MMM」是橋本美雪的第14張單曲。2009年4月22日由GloryHeaven發售。

## 概要
- 標題曲「Glossy:MMM」是電視動畫『咲-Saki-』的前期主題曲。
- 初回生産分是『咲-Saki-』的主角宮永咲的插畫作封面。通常盤的封面是橋本美雪的写真。

## 收錄曲
1. Glossy:MMM  [4:13] 
作詞：畑亞貴、作曲・編曲：虹音
  - 電視動畫『咲-Saki-』主題曲
2. The room vacation [4:05]
作詞：畑亜貴、作曲・編曲：solaya
3. Glossy:MMM（off vocal）
4. The room vacation（off vocal）

## 外部連結
- 『Glossy:MMM』Lantis介紹網頁 （页面存档备份，存于）